# Home de Geòrgia
L'home de Geòrgia (Homo georgicus) és una espècie d'Homo establerta el 2002 a partir dels fòssils trobats un any abans a Dmanisi, al Caucas, República de Geòrgia. Es considera intermèdia entre Homo habilis i Homo erectus i relacionada amb Homo ergaster. Els fòssils s'han datat en 1,8 milions d'anys. La mida del cervell s'ha calculat entre 600 i 680 ml. L'alçada s'ha estimat en 1,5 m.
Primer es trobà gran part de l'esquelet (Vekua et al. 2002; Gabunia et al. 2002). Posteriorment, hi ha hagut altres troballes, incloent-hi un crani complet (però sense dents, només amb l'ullal esquerre) i, a més, s'han trobat associats amb els ossos, artefactes de pedra i de percussió, que permetien a l'espècie caçar, matar animals i processar-los. La condició de caçador i no de carronyaire ni de simple recol·lector i consumidor d'aliments tous vegetals, de l'ésser humà de Geòrgia, ha estat establerta. L'homínid de Dmanisi consumia carn i aquest producte pot haver estat la clau de la supervivència d'aquesta espècie i d'altres homínids habitants d'altes latituds, sobretot a l'hivern (Lordkipanidze, D.).